# Gran Premio Industria e Commercio di Prato 2009
Il Gran Premio Industria e Commercio di Prato 2009, sessantaquattresima edizione della corsa e valida come evento dell'UCI Europe Tour 2009, si svolse il 20 settembre 2009, per un percorso totale di 178,6 km. Fu vinto dall'italiano Giovanni Visconti che giunse al traguardo con il tempo di 4h04'00" alla media di 43,91 km/h.
Al traguardo 71 ciclisti portarono a termine il percorso.

## Ordine d'arrivo (Top 10)
| Pos. | Corridore          | Squadra       | Tempo    |
| ---- | ------------------ | ------------- | -------- |
| 1    | Giovanni Visconti  | ISD-Neri      | 4h04'00" |
| 2    | Francesco Gavazzi  | Lampre-N.G.C. | s.t.     |
| 3    | Luca Paolini       | Acqua & Sap.  | s.t.     |
| 4    | Volodymyr Starchyk | Amore & Vita  | s.t.     |
| 5    | Daniel Oss         | Liquigas      | s.t.     |
| 6    | Mauro Santambrogio | Lampre-N.G.C. | s.t.     |
| 7    | Michele Scarponi   | Diquigiovanni | s.t.     |
| 8    | Przemyslaw Niemec  | Miche         | s.t.     |
| 9    | Niklas Axelsson    | Utensilnord   | s.t.     |
| 10   | Marzio Bruseghin   | Lampre-N.G.C. | a 9"     |